# Собственность есть кража
Собственность есть кража (фр. La propriété, c'est le vol!) — фраза Пьера Жозефа Прудона, французского социалиста-анархиста.
Лозунг появился в книге Прудона «Что такое собственность? Или расследование принципа права и власти» 1840 года.
По мнению автора, этот афоризм был «набатом революции 1793 года».
Согласно Прудону, собственность противоречит справедливости, потому что нельзя найти никакого принципа, на котором бы можно было её обосновать: ни естественное право, ни захват, ни труд, ни общественный договор. Прудон не отвергал частную собственность как таковую, и даже называл её условием свободы, однако он решительно возражал против того, чтобы сам факт владения ею становился основанием получения дохода.
Прудон обратил внимание на фактор случайности рождения, который при господстве частной собственности и наличии права наследования становится фактором, во многом предопределяющим возможности человека участвовать в управлении общественными делами, в том числе в производстве. Эта мысль в своё время была подхвачена и развёрнута сенсимонистами.
При этом идея не является абсолютно новой: например, в средние века похожую мысль высказал Цезарь Гейстербахский: «Всякий богатый есть вор или наследник вора». О собственности как о краже говорил французский революционер Жан Пьер Бриссо в работе, опубликованной в 1782 году.
Фраза подверглась критике Макса Штирнера (скорее, разъяснялась. Так Ш. писал: "не собственность — кража, а лишь благодаря собственности возможна кража. К этому должен прийти и Вейтлинг, так как он рассматривает все как собственность всех: если что-нибудь является «собственностью всех», то, конечно, единичная личность, присваивающая себе это нечто, — крадет.") и Карла Маркса:
С другой стороны, ввиду того, что «кража», как насильственное нарушение собственности, сама предполагает собственность, Прудон запутался во всевозможных, для него самого неясных, умствованиях относительно истинной буржуазной собственности.К. Маркс. Из письма И.Б. Швейцеру, 1865.
Поскольку, по словам Прудона, «собственность неизбежно порождает деспотизм, правительство произвола, похотливой воли», «собственность есть право употреблять и злоупотреблять», он горячо отстаивает идею коллективной собственности.